# Fira del Llibre del Pirineu

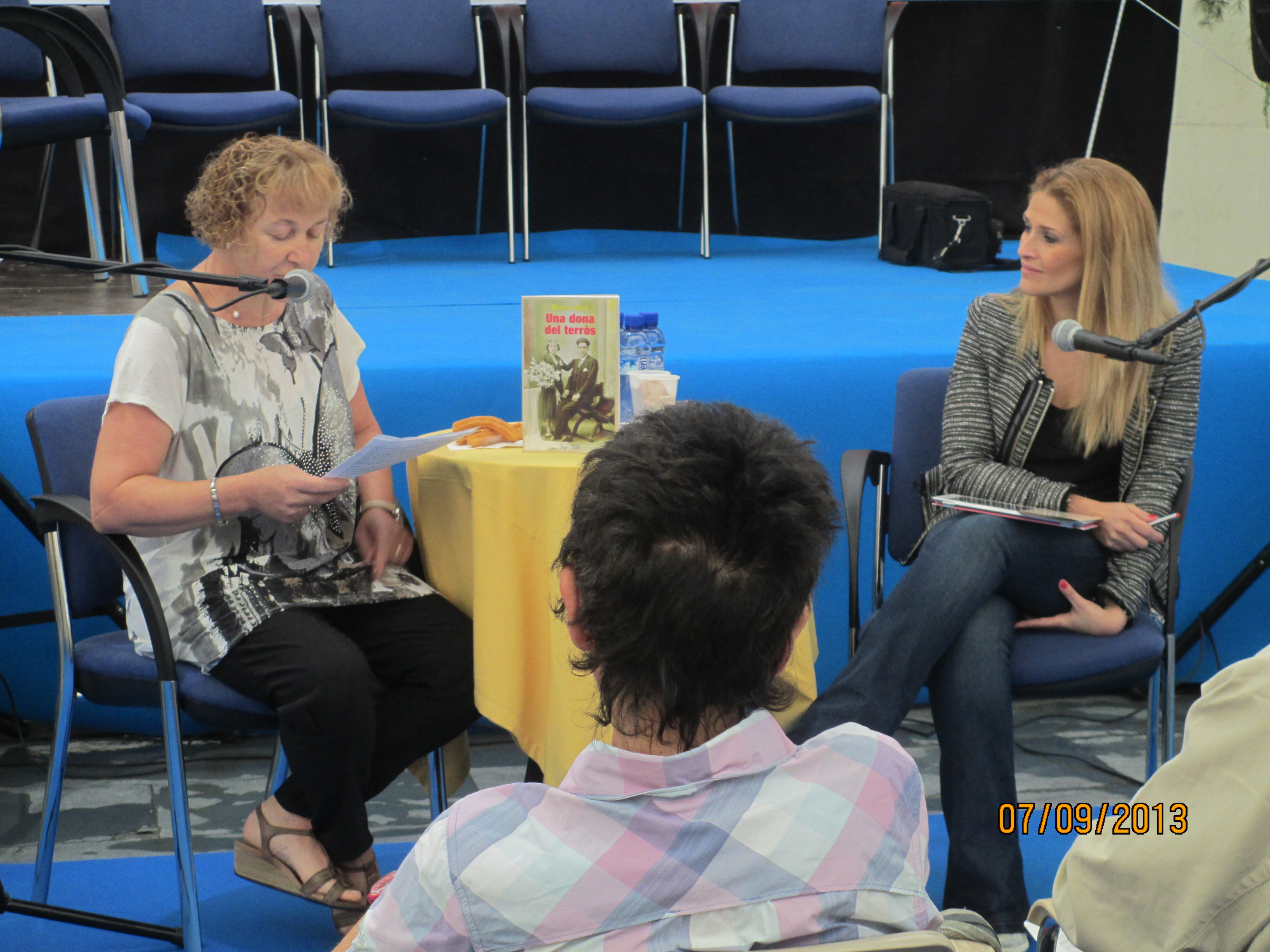
Roser Guix, autora del Pirineu, en la presentació del seu llibre; Una dona del terròs.

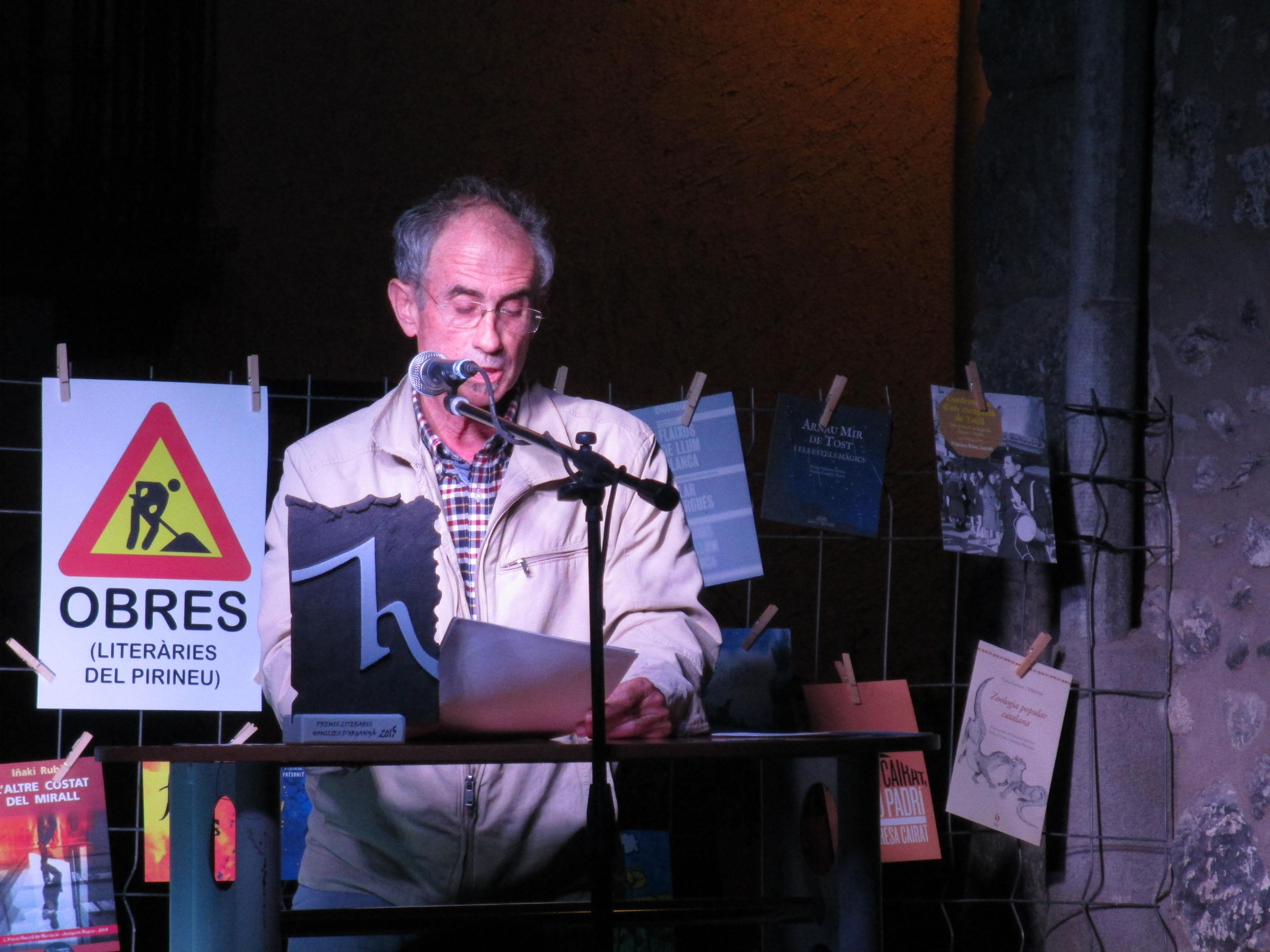
Pep Coll llegint l'homilia laica.

La Fira del Llibre del Pirineu és un esdeveniment literari organitzat a la vila d'Organyà des de l'any 2003, tot i que les primeres edicions, de l'any 1996 al 2002, es feren a Martinet de Cerdanya. La fira sempre s'ha fet els primers divendres i dissabte del mes de setembre, en la 18a edició de 2014 s'afegí un dia més, allargant-la fins al diumenge dia 7.

La Fira consta de diverses activitats per a tots els públics, tals com espectacles teatrals, concursos literaris, tallers, presentacions de llibres, taules rodones, lectures d'obres d'autors del Pirineu i les lectures de les homilies modernes, entre les quals destaca l'homilia laica escrita generalment per un autor convidat i que es llegeixen a la restaurada església de Santa Maria d'Organyà.

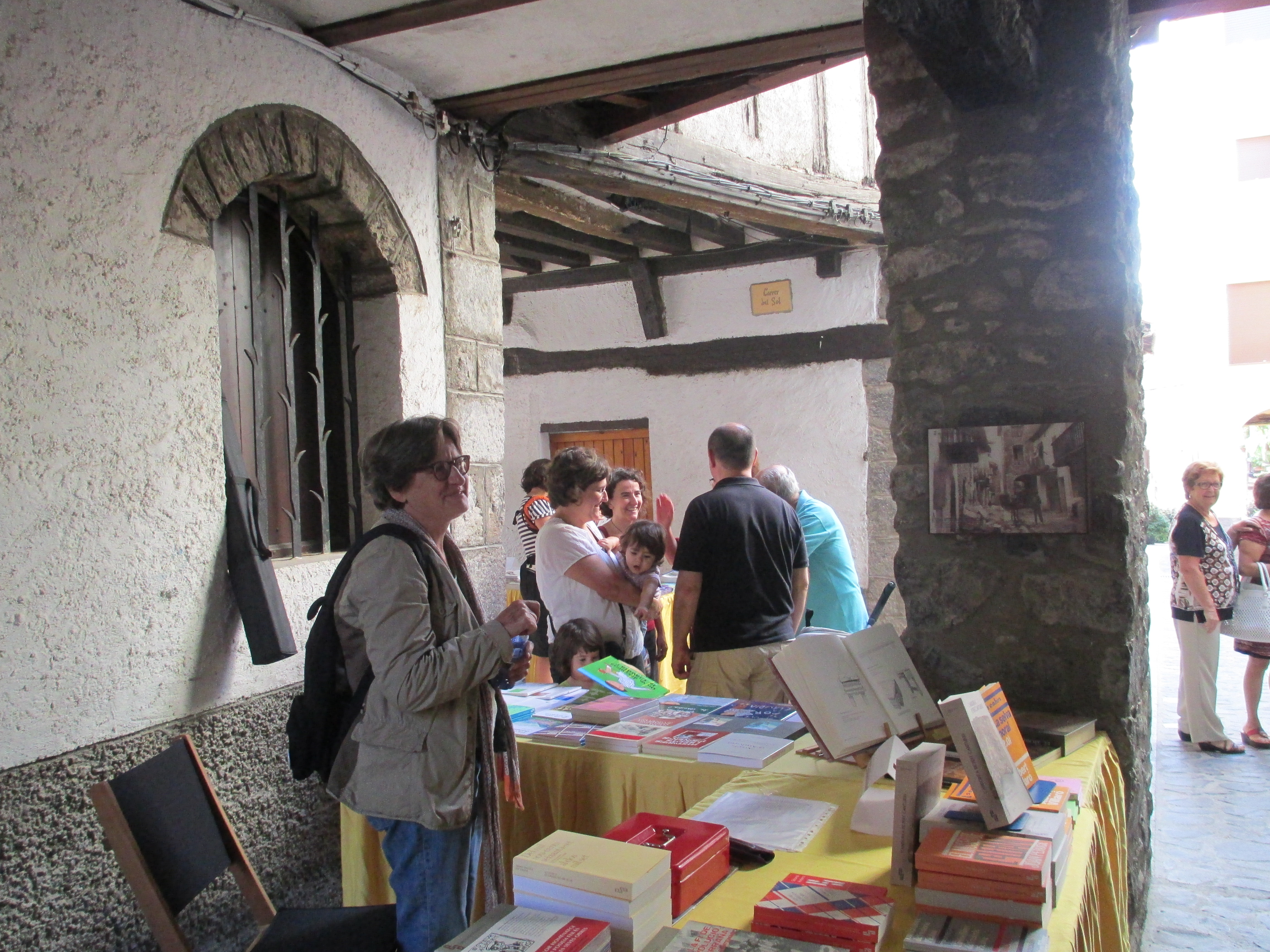
Parada de llibres al nucli antic d'Organyà

## Homileta
L'any 2005 és quan s'introdueix la figura de l'escriptor que llegeix una homilia laica (Homileta). La idea d'aquesta peculiar lectura fou de l'escriptor Albert Villaró. Tot i que el terme Homileta no figura en el diccionari de l'Institut d'Estudis Catalans, és la denominació més adequada per a referir-se a una persona que fa homilies. El mot és d'origen grec i es troba documentat en alguns estudis lingüístics relatius a les Homilies d'Organyà.

## Relació d'Autors Homiletes
- 2005 Pep Albanell
- 2006 Maria Barbal
- 2007 Albert Villaró
- 2008 Imma Monsó
- 2009 Biel Mesquida
- 2010 Empar Moliner
- 2011 Màrius Serra
- 2012 Najat el Hachmi
- 2013 Antoni Marí
- 2014 Care Santos
- 2015 Pep Coll[8]
- 2016 Teresa Colom
- 2017 Vicenç Llorca
- 2018 Llucia Ramis
- 2019 Raül Garrigasait
- 2020 Irene Solà
- 2021 Xavier Bosch
- 2022 Sílvia Soler
- 2023 Martí Gironell
- 2024 Gemma Ruiz
- 2025 Joan-Lluís Lluís

Des de l'any 2009 també es llegeix una Homilia religiosa per part d'algun membre de l'església catòlica.

## Premis Literaris Homilies d'Organyà
Els premis literaris Homilies d'Organyà foren creats l'any 2003 per l'Ajuntament d'Organyà, el Consell Comarcal de l'Alt Urgell i l'Associació Cultural Tresponts Avall, com un avanç als actes de celebració del vuitè centenari del redactat del manuscrit de les Homilies, que tingueren lloc entre els anys 2004 i 2005 a la localitat d'Organyà.

## Guardons i primeres edicions[11][12]
- Premi Pirineu de Narració Literària (1a edició: 1997)
- Premi Josep Grau i Colell de Poesia (1a edició: 2003)
- Premi Alt Urgell de Contes Curts de Joves Autors (1a edició: 2000)
- Premi Lletres de Dones de Relats Curts (1a edició: 2005)
- Premi Germans Espar i Tressens de Relats Viscuts (1a edició: 2008)
- Premi Mn. Albert Vives a la Trajectòria Periodística  (1a edició: 2003)
- Premi Narieda de Redacció Infantil (1a edició: 2019)
- Premi de Relat Negre, Mort Qui T’ha Mort?  (1a edició: 2021)